# Yves Castagnet
Pour les articles homonymes, voir Castagnet.
Yves Castagnet, né à Paris le 10 mai 1964, est un organiste et compositeur français. Depuis 1988, il est titulaire de l'orgue de chœur de la Cathédrale Notre-Dame de Paris.

## Biographie
Yves Castagnet commence ses études musicales à l'âge de cinq ans par l'apprentissage du piano puis de l'orgue à partir de 9 ans avec Éliane Lejeune-Bonnier. Il poursuit ses études au Conservatoire de Paris (CNSMDP), dans les classes d’orgue (avec Rolande Falcinelli puis Michel Chapuis), d’harmonie, de contrepoint, de fugue, d’orchestration et d’improvisation. Il y obtient plusieurs premiers prix, dont un premier prix d’orgue en 1985. En 1988, il remporte le grand prix d’interprétation du Concours international d’orgue de Chartres. La même année, alors âgé de 24 ans, il est nommé par concours organiste titulaire de l'orgue de chœur de la Cathédrale Notre-Dame de Paris.
Depuis près de 25 ans, Yves Castagnet, outre ses activités de concertiste, consacre une très grande part de son temps au métier d'organiste liturgique : il accompagne quotidiennement les offices du soir en semaine (vêpres et messe), ainsi que les offices dominicaux en dialogue avec le grand orgue. Il est l'accompagnateur des chanteurs de la Maîtrise de Notre-Dame dirigée depuis 2014 par Henri Chalet. Il enseigne également l’interprétation aux chanteurs du chœur d’adultes. Depuis 2004, il est suppléé à l'orgue de chœur par Johann Vexo.
En 1996 et 2010, il compose Trois Psaumes pour chœur et orgue : un psaume 26 (« Le Seigneur est ma lumière et mon salut ») pour voix d'hommes, un psaume 18 (« Les cieux chantent la gloire de Dieu ») pour voix de femmes et un psaume 115 (« Je crois, et je parlerai ») pour chœur mixte. Ces psaumes sont enregistrés pour la première fois en juillet 2011 en l'église Notre-Dame de Saint-Dizier par la Maîtrise Saint-Christophe de Javel sous la direction d'Henri Chalet, sur le CD Duruflé - Requiem paru aux éditions Studio SM.
En 2002, Yves Castagnet compose une Messe Salve Regina pour chœur, soli et deux orgues, basée sur des thèmes issus du ton solennel du Salve Regina. Il la complète d'un Gloria en 2007. Interprétée pour la première fois dans son intégralité le 9 octobre 2007 pour l'ouverture de la saison musicale 2007/2008 de Musique sacrée à Notre-Dame, elle a fait l'objet en 2008 d'un enregistrement aux éditions Hortus par la Maîtrise de Notre-Dame, Olivier Latry au grand orgue, et Yves Castagnet lui-même à l'orgue de chœur, enregistrement qui a été unanimement salué par la critique. Bien qu'initialement pensée pour l'univers sonore de la cathédrale, cette Messe a été interprétée en l'église Saint-Sulpice de Paris en mai 2012.
Du 24 août au 5 septembre 2010, Yves Castagnet est membre du jury du Grand Prix de Chartres avec Vincent Dubois et plusieurs organistes étrangers, sous la présidence de Louis Robilliard.
Entre 2010 et 2013 sont publiés les 7 volumes des Heures de Notre-Dame pour chaque temps liturgique et fêtes des Saints, rassemblant tous les offices notés des vêpres chantés chaque soir en la cathédrale et retransmis en direct sur la chaîne KTO. Ils contiennent des chants issus du patrimoine musical séculaire de la cathédrale et d'un travail de création plus récent accompli par Yves Castagnet, qui a composé une grande partie des antiennes et tons de psaumes ainsi que quelques hymnes et le lucernaire.

## Publication
Yves Castagnet est un collaborateur de l'édition Carus-Verlag. Notamment en 2023, il publia, chez Carus, sa version d'orgue du Requiem de  Gabriel Fauré, en faveur du 100e anniversaire de la disparition de ce compositeur français (2024). Cette édition a pour but de réaliser plus fidèlement la couleur des instruments de version d'orchestre par orgue.
- Gabriel Fauré, Requiem, op. 48, Arrangement pour soli, chœur et orgue par Yves Castagnet, Carus 27.312/45, Leinfelden-Echterdingen 2023[1] (avant-propos et extrait de partition).